# The Motto
«The Motto» (en español: «El lema») es una canción del DJ neerlandés Tiësto y la cantante y compositora estadounidense Ava Max. Fue lanzada para descarga digital y streaming a través de Musical Freedom y Atlantic Records el 4 de noviembre de 2021, como el tercer sencillo del octavo álbum de estudio de Tiësto, Drive (2023). La canción fue escrita por Tiësto, Max, Claudia Valentina, Lostboy, Pablo Bowman y Sarah Blanchard y producida por Tiësto y Lostboy. Es una canción de baile, EDM y pop, con letras sobre pasar un buen rato y dejar que el mundo lo sepa. Tras su lanzamiento, los críticos musicales elogiaron la música y la producción de la canción, la colaboración entre los artistas y la entrega vocal de la cantante. La canción recibió una nominación a la Mejor colaboración en los MTV Europe Music Awards 2022.
«The Motto» alcanzó la posición número uno en las listas musicales de radio de  Polonia y República Checa, y alcanzó el top 5 en Bélgica, Bulgaria, Grecia, Hungría, Países Bajos, Suiza y Ucrania. En los Estados Unidos, la canción alcanzó el puesto número 42 en la lista musical Billboard Hot 100 y el puesto número dos en la Billboard Hot Dance/Electronic Songs, además de alcanzar el puesto número uno en la lista Billboard Dance/Mix Show Airplay. En el Reino Unido, la canción alcanzó el puesto número 12. Recibió certificaciones de oro en Alemania, Australia, Dinamarca, Francia, Italia y Reino Unido, así como certificaciones de platino en Austria, Brasil,  Canadá, Estados Unidos, Polonia, Portugal y Noruega. Dos videos musicales oficiales de «The Motto» se estrenaron en YouTube en el canal de Tiësto el 4 de noviembre de 2021 y el 11 de marzo de 2022, respectivamente. El primer video muestra a Tiësto y Max viajando en el tiempo y festejando en la década de 1920, y el final está inspirado en la película de terror psicológico de 1980 El resplandor.

## Antecedentes y composición
El 11 de octubre de 2021, Max mencionó en sus redes sociales que estaba «a solo un par de semanas de compartir algo súper especial». El 23 de octubre de 2021, Tiësto reprodujo la canción durante su sesión en el EDC Las Vegas 2021. El 28 de octubre de 2021, Tiësto y Max anunciaron la fecha de lanzamiento y la portada de la canción en sus redes sociales. La canción fue escrita por Tiësto, Max, Claudia Valentina, Lostboy, Pablo Bowman y Sarah Blanchard y producida por Tiësto y Lostboy. Fue lanzada para descarga digital y streaming a través de Musical Freedom y Atlantic Records como el tercer sencillo del próximo álbum de estudio de Tiësto, Drive (2023).
Hablando sobre la canción, Tiësto declaró: «Ava es un talento joven tan emocionante y su hermosa voz agrega tanta profundidad a [la canción]», mientras que Max agregó: «Cuando [él] compartió este disco conmigo, me enamoré y no podía dejar de escucharlo». «The Motto» es una canción de baile, EDM y pop, con una producción de eurodance. De acuerdo con Max, la letra de la canción trata sobre «pasar un buen rato y hacérselo saber al mundo».

## Recepción crítica
«The Motto» recibió elogios de los críticos musicales después de su lanzamiento. Michael Major de BroadwayWorld destacó la colaboración de Tiësto y Ava Max, elogiando la canción como un «éxito de dance de ritmo rápido que hará que todos se recuperen a medida que el mundo se abre y la fiesta comienza de nuevo». Ellie Mullins de We Rave You también elogió la colaboración de los artistas y comentó que «la destreza pop de Max brilla espectacularmente contra el paisaje sonoro de dance característico de Tiësto». Bradley Stern de MuuMuse calificó la canción como un «himno de la pista de baile», y escribió que «Max se […] niega a perder el control de la industria ni por un momento, esta vez en forma de un equipo de un juego de persecución con el legendario Tiësto». JB de Fun Radio también elogió la canción como un «himno electrónico», comentando que «[te] recordará al destacado ‘The Business’ [2020] de [Tiësto], con una línea de bajo inflada». Un escritor de Dancing Astronaut también encontró la canción como «un regreso bienvenido a los sonidos fanfarrones de ‘The Business’ de 2020».
Gabriel Krongold de EDM Tunes elogió el ritmo de la canción y agregó que «Max mezcla su voz fascinante con la magia electrónica de Tiësto para crear una pista que hará que la mayoría de la gente se vuelva loca». Un escritor de Rádió 1 caracterizó la canción como un «sonido masivo», y anotó que el «estilo house con carácter» de Tiësto con la «voz brillante» de Max creaba una «pareja imbatible». Otro escritor de Radio Eska señaló la canción como un «golpe de velocidad» y un «himno de fiesta», que según él «no dejará que nadie se quede quieto». Michael Rädel de Männer consideró la canción un «destacado» de la «monotonía actual» de las listas. Escribiendo para Maxim, Jordan Riefe sostuvo la opinión de que la canción «representa[ba] una evolución en el proceso creativo [de Max]». En 2022, la canción obtuvo una nominación como Mejor colaboración en los MTV Europe Music Awards, siendo Max una de las tres artistas de etnia albanesa nominadas en la misma categoría.

## Video musical

### Antecedentes
El 3 de noviembre de 2021, un día antes del lanzamiento de la canción, Tiësto y Max subieron un adelanto del videoclip en sus redes sociales. El videoclip fue grabado en el Teatro de Los Angeles y fue dirigido por Christian Breslauer. Se lanzó junto con la canción y apareció en MTV Live y a través del Times Square.  Un video lírico de la canción también se lanzó junto con la canción en el canal de YouTube de Max.

### Sinopsis
El videoclip comienza con Max saliendo de una fiesta en un hotel y entrando a un elevador con una copa de champán en la mano. Después de revisar su celular, intenta presionar el botón del primer piso, pero debido a que está ebria, derrama la copa de champán en los botones y el elevador empieza a fallar. Las luces parpadean y Max es transportada a la recepción del hotel en la década de 1920. Al salir del elevador, Max se da cuenta de lo que ha sucedido, pero no le da mucho interés. A lo largo del video, se ve a Max bebiendo mientras baila, canta y merodea alrededor del hotel. Al igual que en el videoclip del sencillo anterior de Tiësto, «Don't Be Shy», aparece el comediante Blake Webber, quien en este caso interpreta a un botones.
En la segunda repetición del coro, Max irrumpe una cena organizada por Tiësto y hace que todos los invitados aplaudan y bailen al ritmo de la canción. Uno de los botones del hotel activa un pulsador de incendios, causando que las luces del lugar empiecen a parpadear. Max y otras bailarinas realizan una coreografía, mientras que los invitados de la cena bailan alrededor de ellas. Al finalizar del video, todos, incluyendo a Tiësto y a Max, se toman una foto grupal, el cual termina apareciendo enmarcada en la recepción del hotel en el presente. Mientras Max hace una llamada telefónica al salir del elevador después de volver al presente, menciona como la noche anterior «se sintió como un sueño».

### Otros videos
El 3 de marzo de 2022, Max reveló que se lanzaría un segundo videoclip en la siguiente semana. Posteriormente, Tiësto y Max publicaron un adelanto del segundo videoclip en sus redes sociales. El segundo videoclip se lanzó el 8 de marzo de 2022 exclusivamente en Facebook y fue dirigido por Charm La'Donna. El 11 de marzo de 2022, el videoclip se subió a YouTube a través del canal de Tiësto. Un tercer video se lanzó el 24 de marzo de 2022 e incluye la participación de draq queens.

## Créditos y personal
Créditos adaptados de Tidal.
- Tijs Verwest – producción, composición
- Amanda Ava Koci – voz, composición
- Peter Rycroft – producción, composición
- Tom Norris – mezcla
- Claudia Valentina – composición
- Pablo Bowman – composición
- Sarah Blanchard – composición

## Posicionamiento en listas
| Listas (2021–2022)                                    | Mejor posición |
| ----------------------------------------------------- | -------------- |
| Alemania (Official German Charts)                     | 10             |
| Argentina (Monitor Latino Anglo)                      | 14             |
| Australia (ARIA)                                      | 22             |
| Austria (Ö3 Austria Top 40)                           | 10             |
| Bélgica (Ultratop 50 Flandes)                         | 3              |
| Bélgica (Ultratop 50 Valonia)                         | 5              |
| Bulgaria (PROPHON)                                    | 3              |
| Canadá (Billboard Canadian Hot 100)                   | 6              |
| Canadá (Billboard Canada CHR/Top 40)                  | 2              |
| Canadá (Billboard Canada Hot AC)                      | 23             |
| Chile (Monitor Latino Anglo)                          | 12             |
| Colombia (Monitor Latino Anglo)                       | 15             |
| CEI (Tophit)                                          | 53             |
| Croacia (HRT)                                         | 8              |
| Croacia (Billboard Croatia Songs)                     | 25             |
| Dinamarca (Tracklisten)                               | 22             |
| El Salvador (Monitor Latino Anglo)                    | 11             |
| Eslovaquia (Rádio Top 100)                            | 13             |
| Eslovaquia (Singles Digitál Top 100)                  | 3              |
| Estados Unidos (Billboard Hot 100)                    | 42             |
| Estados Unidos (Billboard Hot Dance/Electronic Songs) | 2              |
| Estados Unidos (Billboard Mainstream Top 40)          | 16             |
| Europa (Billboard Euro Digital Song Sales)            | 10             |
| Finlandia (Suomen virallinen lista)                   | 11             |
| Francia (SNEP)                                        | 60             |
| Grecia (IFPI)                                         | 5              |
| Hungría (Dance Top 40)                                | 8              |
| Hungría (Rádiós Top 40)                               | 2              |
| Hungría (Single Top 40)                               | 2              |
| Hungría (Stream Top 40)                               | 6              |
| Irlanda (IRMA)                                        | 6              |
| Islandia (Plötutíðindi)                               | 12             |
| Italia (FIMI)                                         | 76             |
| Líbano (The Official Lebanese Top 20)                 | 4              |
| Lituania (AGATA)                                      | 6              |
| Luxemburgo (Billboard Luxembourg Songs)               | 10             |
| Mundo (Billboard Global 200)                          | 17             |
| México (Billboard Mexico Airplay)                     | 19             |
| Nicaragua (Monitor Latino Anglo)                      | 2              |
| Noruega (VG-lista)                                    | 11             |
| Nueva Zelanda (RMNZ Hot Singles)                      | 18             |
| Países Bajos (Dutch Top 40)                           | 1              |
| Países Bajos (Single Top 100)                         | 5              |
| Panamá (Monitor Latino Anglo)                         | 13             |
| Polonia (Polish Airplay Top 100)                      | 1              |
| Portugal (AFP)                                        | 42             |
| Puerto Rico (Monitor Latino Anglo)                    | 6              |
| Reino Unido (UK Singles)                              | 12             |
| Reino Unido (UK Dance)                                | 4              |
| República Checa (Rádio – Top 100)                     | 1              |
| República Checa (Singles Digitál Top 100)             | 10             |
| República Dominicana (Monitor Latino Anglo)           | 16             |
| Rumania (UPFR)                                        | 7              |
| Rusia (Tophit)                                        | 6              |
| Sudáfrica (RISA)                                      | 23             |
| Suecia (Sverigetopplistan)                            | 21             |
| Suiza (Schweizer Hitparade)                           | 5              |
| Ucrania (Tophit)                                      | 2              |

| Listas (2021)    | Mejor posición |
| ---------------- | -------------- |
| CEI (Tophit)     | 6              |
| Rusia (Tophit)   | 9              |
| Ucrania (Tophit) | 3              |

| Lista (2021)                | Posición |
| --------------------------- | -------- |
| Países Bajos (Dutch Top 40) | 100      |

| Listas (2022)                                         | Posición |
| ----------------------------------------------------- | -------- |
| Alemania (Official German Charts)                     | 17       |
| Australia (ARIA)                                      | 53       |
| Austria (Ö3 Austria Top 40)                           | 14       |
| Canadá (Billboard Canadian Hot 100)                   | 16       |
| CEI (Tophit)                                          | 9        |
| El Salvador (Monitor Latino)                          | 93       |
| Estados Unidos (Billboard Hot Dance/Electronic Songs) | 4        |
| Mundo (Billboard Global 200)                          | 37       |
| Países Bajos (Dutch Top 40)                           | 4        |
| Países Bajos (Single Top 100)                         | 16       |
| Reino Unido (OCC)                                     | 57       |
| Rusia (Tophit)                                        | 16       |
| Suiza (Schweizer Hitparade)                           | 12       |
| Ucrania (Tophit)                                      | 18       |

## Certificaciones
| País           | Organismo certificador | Certificación | Ventas certificadas | Ref.    |
| -------------- | ---------------------- | ------------- | ------------------- | ------- |
| Alemania       | BVMI                   | Platino       | 400 000             | [ 115 ] |
| Australia      | ARIA                   | Oro           | 35 000              | [ 116 ] |
| Austria        | IFPI Austria           | Platino       | 30 000              | [ 117 ] |
| Brasil         | Pro-Música Brasil      | Platino       | 40 000              | [ 118 ] |
| Canadá         | Music Canada           | 4× Platino    | 400 000             | [ 119 ] |
| Dinamarca      | IFPI Dinamarca         | Oro           | 45 000              | [ 120 ] |
| Estados Unidos | RIAA                   | Platino       | 1 000 000           | [ 121 ] |
| Francia        | SNEP                   | Oro           | 100 000             | [ 122 ] |
| Italia         | FIMI                   | Platino       | 100 000             | [ 123 ] |
| Noruega        | IFPI Noruega           | Platino       | 60 000              | [ 124 ] |
| Polonia        | ZPAV                   | 2× Platino    | 100 000             | [ 125 ] |
| Portugal       | AFP                    | Platino       | 10 000              | [ 126 ] |
| Reino Unido    | BPI                    | Platino       | 600 000             | [ 127 ] |

## Historial de lanzamiento
| Región         | Fecha                   | Formato(s)                 | Versión                         | Discográfica       | Ref     |
| -------------- | ----------------------- | -------------------------- | ------------------------------- | ------------------ | ------- |
| Varios         | 4 de noviembre de 2021  | Descarga digital streaming | Original                        | Atlantic Records   | [ 128 ] |
| Italia         | 12 de noviembre de 2021 | Airplay                    | Original                        | Warner Music Group | [ 129 ] |
| Varios         | 17 de diciembre de 2021 | Descarga digital streaming | Tiësto’s New Year’s Eve VIP Mix | Atlantic Records   | [ 130 ] |
| Varios         | 11 de febrero de 2021   | Descarga digital streaming | Remezcla de Robin Schulz        | Atlantic Records   | [ 131 ] |
| Estados Unidos | 15 de febrero de 2022   | Contemporary hit radio     | Original                        | Atlantic Records   | [ 132 ] |
| Varios         | 18 de marzo de 2022     | Descarga digital streaming | Remezcla de Nathan Dawe         | Atlantic Records   | [ 133 ] |
| Varios         | 25 de marzo de 2022     | Descarga digital streaming | The Remixes                     | Atlantic Records   | [ 135 ] |
| Varios         | 1 de junio de 2022      | Descarga digital streaming | The Remixes                     | Atlantic Records   | [ 136 ] |